# 錐蝠屬
錐蝠屬（錐蝠）（学名：Tomopeas），哺乳綱、翼手目、蝙蝠科的一屬，而與錐蝠屬（錐蝠）同科的動物尚有裂豆蝠亞科）、長翼蝠屬（長翼蝠）等之數種哺乳動物。

## 下属物种
- 錐蝠 (裂豆蝠) - Tomopeas ravus Miller, 1900